# 李佳明
李佳明（1975年10月10日—），原名李明、李迦明是一位中国主持人。

## 生平
1975年出生于新疆库尔勒，籍贯四川绵阳，原重庆电视台记者、主持人、制片人。中国中央电视台国防军事频道《防务新观察》主持人。毕业于四川师范大学电影电视学院表演专业、四川电影电视学院95届播音主持系，北京广播学院（现中国传媒大学）电视制作专业，美国哥伦比亚大学东方政治专业。2009至2011年。第九届优秀主持作品评比银奖，第九届全国广播电视作品银奖，2015年获国家新闻出版广电总局五一劳动奖章。

## 主持节目
- 重庆电视台
  - 龙门阵
- 中央电视台
  - 模特暨服装大赛
  - 绝对挑战
  - 开心辞典
  - 寻宝
  - 黄金100秒
  - 中国正在听